# Migron (Charente Marítim)
Migron és un municipi francès situat al departament del Charente Marítim i a la regió de la Nova Aquitània.

## Demografia
| 1962                                       | 1968 | 1975 | 1982 | 1990 | 1999 | 2006 |
| ------------------------------------------ | ---- | ---- | ---- | ---- | ---- | ---- |
| 636                                        | 667  | 750  | 762  | 740  | 637  | 619  |
| Des de 1962: població sense dobles comptes |      |      |      |      |      |      |

## Administració
| Període   | Identitat            | Partit |
| --------- | -------------------- | ------ |
| 2001-2008 | Jean-Pierre Churlaud |        |
| 2008-2009 | Sylvie Pérat         |        |
| 2009-     | Agnès Pottier        |        |